# Drapeau du Panama
 (août 2024).
Si vous disposez d'ouvrages ou d'articles de référence ou si vous connaissez des sites web de qualité traitant du thème abordé ici, merci de compléter l'article en donnant les références utiles à sa vérifiabilité et en les liant à la section « Notes et références ».
Le drapeau de la République de Panama est le nom officiel du pavillon national de ce pays, lequel est le plus connu et le plus important symbole national du Panama. Il est composé d'un rectangle divisé en quatre quartiers : le premier quartier supérieur est de couleur blanche, avec une étoile bleue à cinq branches ; le second supérieur est de couleur rouge ; le premier inférieur est de couleur bleue ; et le second est de couleur blanche avec une étoile rouge.

## Histoire

### Union avec la Colombie
Durant la période de l'union avec la Grande Colombie (de 1821 jusqu'en 1903), le drapeau du Panama était le drapeau de la Colombie, mais dans la partie inférieure des armoiries du drapeau colombienne apparaissait la légende Departamento del Istmo (Département de l'Isthme).
Durant la période de l'État fédéral du Panama (de 1855 jusqu'en 1885), la légende de Estado de Panamá apparut, mais à l'abolition de l'État fédéral elle fut changée en Provincia de Panamá (Province du Panama).

### Le prototype

Composition présentée par Philippe Bunau-Varilla

Un mois avant séparation du Panama de la Colombie en 1903, le futur ministre plénipotentiaire de la République de Panama Philippe Bunau-Varilla en voyage à New York, montra au chef des séparatistes panaméens Manuel Amador Guerrero un prototype pour le drapeau, comme il considérait qu'il était urgent pour la nouvelle nation de se trouver un drapeau le plus tôt possible. Ce drapeau a été créé le 18 octobre 1903 à Highland Falls on the Hudson, séjour de John Bigelow, un homme d'affaires et ami de Bunau-Varilla.
Dans les grandes lignes, c'était une inspiration de la composition du drapeau des États-Unis, le canton gauche était de couleur bleue sur lequel se détachaient deux soleils d'or qui étaient réunis par une bande dorée qui représentait la position de l'isthme de Panama dans le continent américain, les bandes horizontales étaient rouges et or, symbolisant l'Espagne. Amador Guerrero n'avait pas apprécié l'idée de Bunau-Varilla qui bien qu'étant son ami, n'était pas panaméen, et par conséquent il était moins qualifié pour créer un symbole de la nationalité panaméenne. Toutefois il donna son approbation avec peu d'enthousiasme et décida de l'emmener à Panama.  
Amador Guerrero conserva le prototype secrètement enroulé et arriva à Colón le 26 octobre de la même année. Dans une réunion informative avec des membres éminents de la société panaméenne, il présenta le drapeau. Il se produisit un rejet unanime des personnes présentes et cette proposition ne fut ainsi pas retenue.
Durant les jours précédant la séparation, il avait été proposé anonymement une composition du drapeau similaire à la compagnie de navigation panaméenne Panamá Steam Navigation mais cette proposition fut écartée également.

### Premier modèle

Composition initiale du drapeau, selon Manuel E. Amador.

Étant donné la nécessité urgente d'avoir un emblème national et le rejet du prototype de Bunau-Varilla, la bannière panaméenne est née rapidement et dans la clandestinité. Elle fut dessinée par don Manuel Encarnación Amador, fils de Manuel Amador Guerrero, dans la nuit du 1er novembre 1903. Ses parents lui avaient en effet assigné cette tâche du fait de ses talents reconnus en tant que dessinateur.
D'après  Manuel E. Amador, le drapeau représentait la situation politique de l'époque, montrant les deux partis traditionnels de l'isthme (les partis libéral et conservateur), lesquels ont mené des luttes acharnées dans le passé mais ont laissé leur haine de côté pour fonder une nation dans une atmosphère de paix. C'est pour cette raison que les surfaces des couleurs représentant les partis sont équivalentes. Le blanc en revanche qui représente la paix est en quantité plus abondante. Selon Manuel E Amador, les étoiles représentent la pureté et la force qui régissent la vie civique de l'État sur son chemin vers la réalisation des destins de l'humanité.